# Советское (Чуйский район)
Советское (кирг. Совет) — село в Чуйском районе Чуйской области Кыргызстана. Входит в состав Кегетинского айылного аймака.

## География
Село расположено в центральной части области, к югу от Восточного Большого Чуйского канала, на расстоянии приблизительно 11 километров (по прямой) к юго-западу от города Токмак, административного центра района. Абсолютная высота — 1097 метров над уровнем моря.

## Население
Согласно оценочным данным Национального статистического комитета Кыргызской Республики, численность населения села на начало 2023 года составляла 1183 человека.
| год     | 2009 | 2014 | 2015 | 2020 | 2021 | 2023 |
| ------- | ---- | ---- | ---- | ---- | ---- | ---- |
| человек | 1208 | 1395 | 1407 | 1444 | 1475 | 1183 |